# Inga Rexed
Inga Maria Kristina Rexed Raffone, född Rexed den 16 februari 1947 i Stockholm, är en svensk journalist. Under 00-talet var hon samordnare för barnradion på Sveriges Radio.
Rexed, som är dotter till professor Bror Rexed och läkaren Ursula Schalling, avlade studentexamen 1967 och utexaminerades från Journalisthögskolan i Stockholm 1969. Hon var producent på Riksradion i Umeå 1973–1975 och på Riksradion i Göteborg från 1975 med inriktning musik och samhällsreportage, bland annat kvinnoprogrammet Radio Ellen. Hon tilldelades Pennskaftspriset 1993.
Hon är gift med arkitekten Pietro Raffone.